# Lijst van afleveringen van New Girl
Hieronder staat een lijst met afleveringen van de Amerikaanse televisieserie New Girl.

## Seizoen 1
| Nr. | Aflevering | Titel               | Regisseur         | Schrijver                               | Originele Uitzenddatum |  |
| --- | ---------- | ------------------- | ----------------- | --------------------------------------- | ---------------------- |  |
| 1   | 1          | Pilot               | Jake Kasdan       | Elizabeth Meriwether                    | 20 september 2011      |  |
| 2   | 2          | Kryptonite          | Jake Kasdan       | Elizabeth Meriwether                    | 27 september 2011      |  |
| 3   | 3          | Wedding             | Jason Winer       | Donick Cary                             | 4 oktober 2011         |  |
| 4   | 4          | Naked               | Jake Kasdan       | J.J. Philbin                            | 1 november 2011        |  |
| 5   | 5          | Cece Crashes        | John Hamburg      | Rachel Axler                            | 8 november 2011        |  |
| 6   | 6          | Thanksgiving        | Miguel Arteta     | Berkley Johnson                         | 15 november 2011       |  |
| 7   | 7          | Bells               | Peyton Reed       | Luvh Rakhe                              | 29 november 2011       |  |
| 8   | 8          | Bad in Bed          | Jesse Peretz      | Josh Malmuth                            | 6 december 2011        |  |
| 9   | 9          | The 23rd            | Jason Winer       | Donick Cary                             | 13 december 2011       |  |
| 10  | 10         | The Story of the 50 | Troy Miller       | Luvh Rakhe                              | 17 januari 2012        |  |
| 11  | 11         | Jess and Julia      | Jake Kasdan       | Luvh Rakhe                              | 31 januari 2012        |  |
| 12  | 12         | The Landlord        | Peyton Reed       | Joe Port & Joe Wiseman                  | 7 februari 2012        |  |
| 13  | 13         | Valentine's Day     | Tucker Gates      | Lesley Wake Webster                     | 14 februari 2012       |  |
| 14  | 14         | Bully               | Dan Attias        | David Walpert                           | 21 februari 2012       |  |
| 15  | 15         | Injured             | Lynn Shelton      | Joe Port & Joe Wiseman and J.J. Philbin | 6 maart 2012           |  |
| 16  | 16         | Control             | Jesse Peretz      | Brett Baer & Dave Finkel                | 13 maart 2012          |  |
| 17  | 17         | Fancyman (Part 1)   | Peyton Reed       | J.J. Philbin & Nick Adams               | 20 maart 2012          |  |
| 18  | 18         | Fancyman (Part 2)   | Matt Shakman      | Berkley Johnson & Kim Rosenstock        | 27 maart 2012          |  |
| 19  | 19         | Secrets             | David Wain        | Josh Malmuth                            | 3 april 2012           |  |
| 20  | 20         | Normal              | Jesse Peretz      | Luvh Rakhe                              | 10 april 2012          |  |
| 21  | 21         | Kids                | Tristram Shapeero | Donick Cary and Lesley Wake Webster     | 17 april 2012          |  |
| 22  | 22         | Tomatoes            | Michael Spiller   | David Walpert & Kim Rosenstock          | 24 april 2012          |  |
| 23  | 23         | Backslide           | Nanette Burstein  | David Quandt                            | 1 mei 2012             |  |
| 24  | 24         | See Ya              | Michael Spiller   | Elizabeth Meriwether                    | 8 mei 2012             |  |

## Seizoen 2
| Nr. | Aflevering | Titel                 | Regisseur         | Schrijver                        | Originele Uitzenddatum |  |
| --- | ---------- | --------------------- | ----------------- | -------------------------------- | ---------------------- |  |
| 25  | 1          | Re-Launch             | Steve Pink        | Kay Cannon                       | 25 september 2012      |  |
| 26  | 2          | Katie                 | Larry Charles     | Elizabeth Meriwether             | 25 september 2012      |  |
| 27  | 3          | Fluffer               | Fred Goss         | J.J. Philbin                     | 2 oktober 2012         |  |
| 28  | 4          | Neighbors             | Steve Pink        | Berkley Johnson                  | 9 oktober 2012         |  |
| 29  | 5          | Models                | Eric Appel        | Josh Malmuth                     | 23 oktober 2012        |  |
| 30  | 6          | Halloween             | Jesse Peretz      | David Iserson                    | 30 oktober 2012        |  |
| 31  | 7          | Menzies               | Jason Woliner     | Kim Rosenstock                   | 13 november 2012       |  |
| 32  | 8          | Parents               | Jesse Peretz      | Ryan Koh                         | 20 november 2012       |  |
| 33  | 9          | Eggs                  | Neal Brennan      | Kay Cannon                       | 27 november 2012       |  |
| 34  | 10         | Bathtub               | Tristram Shapeero | Donick Carly                     | 4 december 2012        |  |
| 35  | 11         | Santa                 | Craig Zisk        | Luvh Rakhe                       | 11 december 2012       |  |
| 36  | 12         | Cabin                 | Alec Berg         | J.J. Philbin                     | 8 januari 2013         |  |
| 37  | 13         | A Father's Love       | Jake Kasdan       | Berkley Johnson & Josh Malmuth   | 15 januari 2013        |  |
| 38  | 14         | Pepperwood            | Lynn Shelton      | Nick Adams                       | 22 januari 2013        |  |
| 39  | 15         | Cooler                | Max Winkler       | Rebecca Addelman                 | 29 januari 2013        |  |
| 40  | 16         | Tabel 34              | Tristram Shapeero | David Iserson                    | 5 februari 2013        |  |
| 41  | 17         | Parking spot          | Fred Goss         | Rebecca Addelman                 | 19 februari 2013       |  |
| 42  | 18         | TinFinity             | Max Winkler       | Kim Rosenstock and Josh Malmuth  | 26 februari 2013       |  |
| 43  | 19         | Quick Hardening Caulk | Lorene Scafaria   | Brett Baer and Dave Finkel       | 19 maart 2013          |  |
| 44  | 20         | Chicago               | Jake Kasdan       | Luvh Rakhe                       | 26 maart 2013          |  |
| 45  | 21         | First Date            | Lynn Shelton      | J.J. Philbin and Berkley Johnson | 4 april 2013           |  |
| 46  | 22         | Bachelorette Party    | Matt Sohn         | Kay Cannon and Sophia Lear       | 9 april 2013           |  |
| 47  | 23         | Virgins               | Alec Berg         | Elizabeth Meriwether             | 30 april 2013          |  |
| 48  | 24         | Winston's Birthday    | Max Winkler       | Brett Baer and Dave Finkel       | 7 mei 2013             |  |
| 49  | 25         | Elaine's Big Day      | Jake Kasdan       | Christian Magalhães and Bob Snow | 14 mei 2013            |  |

## Seizoen 3
| Nr. | Aflevering | Titel              | Regisseur            | Schrijver                          | Originele Uitzenddatum |  |
| --- | ---------- | ------------------ | -------------------- | ---------------------------------- | ---------------------- |  |
| 50  | 1          | All In             | Max Winkler          | Elizabeth Meriwether               | 17 september 2013      |  |
| 51  | 2          | Nerd               | Fred Goss            | Kay Cannon                         | 24 september 2013      |  |
| 52  | 3          | Double Date        | Max Winkler          | Luvh Rakhe                         | 1 oktober 2013         |  |
| 53  | 4          | The Captain        | Fred Goss            | J.J. Philbin                       | 8 oktober 2013         |  |
| 54  | 5          | The Box            | Andy Fleming         | Rob Rosell                         | 15 oktober 2013        |  |
| 55  | 6          | Keaton             | David Katzenberg     | Dave Finkel & Brett Baer           | 22 oktober 2013        |  |
| 56  | 7          | Coach              | Russ Alsobrook       | David Feeney                       | 5 november 2013        |  |
| 57  | 8          | Menus              | Trent O'Donnell      | Matt Fusfeld and Alex Cuthbertson  | 12 november 2013       |  |
| 58  | 9          | Longest Night Ever | Nicholas Jasenovec   | Ryan Koh                           | 19 november 2013       |  |
| 59  | 10         | Thanksgiving III   | Max Winkler          | Josh Malmuth                       | 26 november 2013       |  |
| 60  | 11         | Clavado En Un Bar  | Eric Appel           | Berkley Johnson                    | 7 januari 2014         |  |
| 61  | 12         | Basketsball        | Lorene Scafaria      | Rebecca Addelman                   | 14 januari 2014        |  |
| 62  | 13         | Birthday           | Richie Keen          | Kim Rosenstock                     | 21 januari 2014        |  |
| 63  | 14         | Prince             | Fred Goss            | David Feeney and Rob Rosell        | 2 februari 2014        |  |
| 64  | 15         | Exes               | Alex Hardcastle      | Nina Pedrad                        | 4 februari 2014        |  |
| 65  | 16         | Sister             | Max Winkler          | Matt Fusfeld and Alex Cuthbertson  | 11 februari 2014       |  |
| 66  | 17         | Sister II          | Bill Purple          | Ryan Koh and Luvh Rakhe            | 25 februari 2014       |  |
| 67  | 18         | Sister III         | Jay Chandrasekhar    | Camilla Blackett                   | 4 maart 2014           |  |
| 68  | 19         | Fired Up           | Steve Welch          | Sophia Lear                        | 11 maart 2014          |  |
| 69  | 20         | Mars Landing       | Lynn Shelton         | Josh Malmuth and Nina Pedrad       | 25 maart 2014          |  |
| 70  | 21         | Big News           | Steven Tsuchida      | Berkley Johnson and Kim Rosenstock | 15 april 2014          |  |
| 71  | 22         | Dance              | Trent O'Donnell      | Rebecca Addelman & Ryan Koh        | 29 april 2014          |  |
| 72  | 23         | Cruise             | Elizabeth Meriwether | Luvh Rakhe and Rob Rosell          | 6 mei 2014             |  |

## Seizoen 4
| Nr. | Aflevering | Titel                        | Regisseur       | Schrijver                       | Originele Uitzenddatum |  |
| --- | ---------- | ---------------------------- | --------------- | ------------------------------- | ---------------------- |  |
| 73  | 1          | The Last Wedding             | Trent O'Donnell | J.J. Philbin                    | 16 september 2014      |  |
| 74  | 2          | Dice                         | Lynn Shelton    | Matt Fusfeld & Alex Cuthbertson | 23 september 2014      |  |
| 75  | 3          | Julie Berkman's Older Sister | Fred Goss       | Nina Pedrad                     | 30 september 2014      |  |